# Psidopala opalescens
Psidopala opalescens är en fjärilsart som beskrevs av Alphéraky 1897. Psidopala opalescens ingår i släktet Psidopala och familjen sikelvingar. Inga underarter finns listade i Catalogue of Life.